# María Cecilia Barbetta
María Cecilia Barbetta (* 8. Juli 1972 in Buenos Aires, Argentinien) ist eine auf Deutsch schreibende, seit 1996 in Berlin lebende  Schriftstellerin.

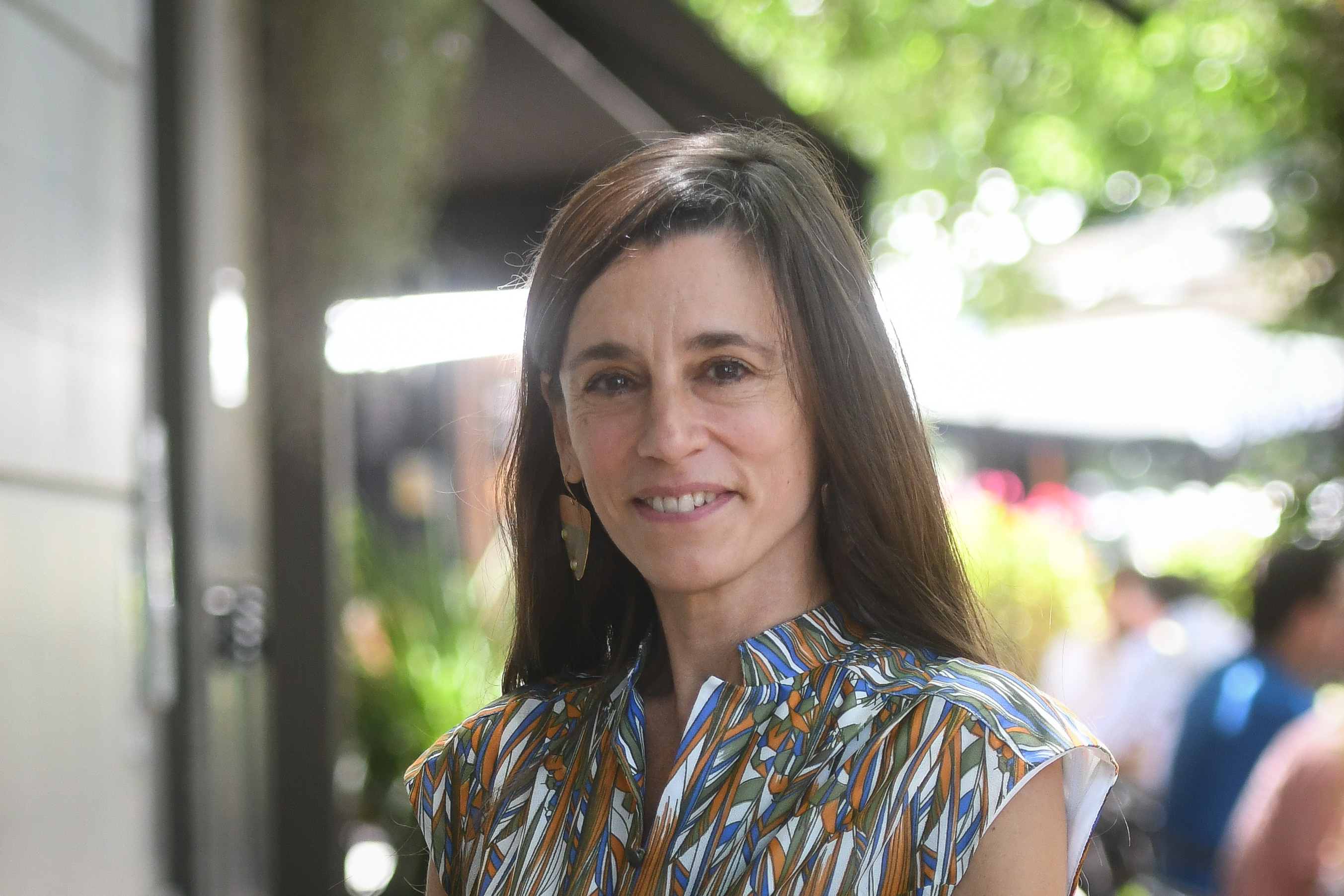
Maria Cecilia Barbetta, Buenos Aires, November 2023

## Leben
Barbetta besuchte die Deutsche Schule in ihrer Heimatstadt Buenos Aires und studierte danach Deutsch als Fremdsprache. Mit einem Künstlerstipendium des DAAD kam sie 1996 nach Berlin und wurde im Jahr 2000 an der FU Berlin mit einer Arbeit über Patrick Süskinds Roman Das Parfüm zum Dr. phil. promoviert. Sie arbeitete anschließend fünf Jahre als Spanischlehrerin an der Universität in Frankfurt an der Oder. Seit 2005 ist sie freie Autorin, 2007 bekam sie das Alfred-Döblin-Stipendium der Akademie der Künste und nahm an der Prosaautorenwerkstatt des Literarischen Colloquiums in Berlin teil. 2008 erschien, in deutscher Sprache verfasst, ihr erster Roman Änderungsschneiderei Los Milagros. Ihr zweiter Roman Nachtleuchten erregte viel Aufsehen bei der Literaturkritik. Im Oktober 2018 hielt es den Spitzenplatz der literarischen Bestenliste des Südwestrundfunks. Zudem wurde der Roman auf die Shortlist für den Deutschen Buchpreis 2018 gewählt. Seit 2011 ist Barbetta Mitglied im PEN-Zentrum Deutschland.

## Werke
- Poetik des Neo-Phantastischen: Patrick Süskinds Roman "Das Parfüm". Königshausen und Neumann, Würzburg 2002, ISBN 978-3-8260-2221-0.
- Änderungsschneiderei Los Milagros. Roman. S. Fischer, Frankfurt am Main 2008, ISBN 978-3-10-004210-1.
- Nachtleuchten. Roman. S. Fischer, Frankfurt am Main 2018, ISBN 978-3-10-397289-4.

## Auszeichnungen
- 2008: Aspekte-Literaturpreis
- 2009: Adelbert-von-Chamisso-Förderpreis
- 2009: Bayern 2-Wortspiele-Preis
- 2010: Stipendium der Villa Aurora[5]
- 2013: Stipendium der Villa Massimo Rom
- 2017: Alfred-Döblin-Preis für das Romanmanuskript Bloody Mary[6]
- 2018: Nominierung für den Deutschen Buchpreis (Shortlist) mit Nachtleuchten
- 2018: Chamisso-Preis/Hellerau[7]